# Leon Paweł Marchlewski

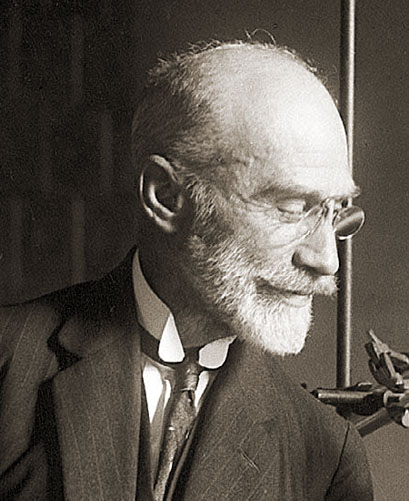
Leon Paweł Marchlewski

Leon Paweł Teodor Marchlewski, auch Leo Paul Theodor Marchlewski, (* 15. Dezember 1869 in Włocławek; † 16. Januar 1946 in Krakau) war ein polnischer Chemiker (Biochemie, Medizinische Chemie).
Er war der Sohn eines Getreidehändlers und studierte ab 1887 am chemischen Labor des Museums für Industrie und Landwirtschaft in Warschau und von 1888 bis 1890 am Polytechnikum in Zürich. Er war in Zürich Assistent von Georg Lunge am Institut für Technische Chemie und wurde 1892 an der Universität Zürich promoviert. Danach ging er in das Privatlabor von Edward Schunck bei Manchester, wo er sich mit Pflanzenfarbstoffen befasste und seine Untersuchung von Chlorophyll begann. Er fand, dass es nicht wie von Schunck vermutet gleich dem der Farbstoffkomponente im Hämoglobin (Hämatoporphyrin) war, aber eine ähnliche Struktur hatte (veröffentlicht 1897), die der Porphyrine. Die Forschungen zum Chlorophyll setzte er später in Krakau fort, teilweise mit Marceli Nencki in St. Petersburg zusammen. Seine Forschungen zum Chlorophyll und Blutfarbstoff zeigten die Ähnlichkeit einiger chemischer Strukturen bei Pflanzen und Tieren, was auf einen gemeinsamen Ursprung deutete. Das wurde als große wissenschaftliche Entdeckung wahrgenommen.
Er übernahm 1897 die Laborleitung in einer Chemiefabrik in Clayton bei Manchester (Claus & Rée) und ging 1900 wieder nach Polen, wo er im nationalen Institut für Lebensmittelforschung war (geleitet von Odo Bujwid). 1900 wurde er in Krakau habilitiert (Die Chemie des Chlorophylls). 1903 erhielt er den Professorentitel und wurde jüngstes Mitglied der Polnischen Akademie der Wissenschaften. 1906 wurde er außerordentlicher Professor an der Jagiellonen-Universität in Krakau und war von 1906 bis 1939 Leiter des Instituts für medizinische Chemie, eine damalige Bezeichnung für Biochemie. An der Jagiellonen-Universität war er zeitweise Dekan der Medizinischen Fakultät (1913/14) und Rektor (1926 und 1928). Von 1917 bis 1921 baute er zwei Institute für Agrarforschung auf: 1917 das in Puławy und ab 1918, als Polen unabhängig wurde, das in Bydgoszcz. 1932 zog er sich krankheitsbedingt (Herzschwäche) aus der Forschung zurück. Von 1930 bis 1935 war er Senator der polnischen Republik.
Er gründete in Krakau eine Schule der Labormedizin und Biochemie und veröffentlichte darüber mehrere Lehr- und Handbücher, darunter die ersten polnischen Handbücher moderner Labormedizin. 1930 wurde er Ehrendoktor der Jagiellonen-Universität. 1913 und 1914 wurde er für den Nobelpreis nominiert. Er war Ehrenmitglied der Wissenschaftlichen Gesellschaften von Krakau und Lemberg, der Societé Cimique de France, war Mitglied der jugoslawischen Akademie der Wissenschaften, der tschechischen Landwirtschafts-Akademie und der rumänischen chemischen Gesellschaft. Er erhielt den Orden Polonia Restituta und den dänischen Danebrog-Orden.
Er ist der Bruder des sozialdemokratischen Politikers Julian Balthasar Marchlewski. Er war zweimal verheiratet, ab 1898 mit der Engländerin Fanny Hargreaves, mit der er drei Söhne hatte und die 1932 starb, und ab 1936 mit Irena Barbagowa. Er ruht auf dem Rakowicki-Friedhof in Krakau.

## Schriften
- Mit Schunck: Contributions to the Chemistry of Chlorophyl: VII: Phylloporphyrin and Haematoporphyrin: A Comparison, Proceedings of the Royal Society 1896
- Teorie i metody badania współczesnej chemii organicznej, Lemberg 1905
- Chemia organiczna (Organische Chemie), Krakau 1910
- Podrcznik do badań fizjologiczno-chemicznych, Krakau 1916
- Chemia fizjologiczna, Krakau 1947

| Personendaten    | Personendaten                                                                                 |
| ---------------- | --------------------------------------------------------------------------------------------- |
| NAME             | Marchlewski, Leon Paweł                                                                       |
| ALTERNATIVNAMEN  | Marchlewski, Leon Paweł Teodor; Marchlewski, Leon Pawel Teodor; Marchlewski, Leo Paul Theodor |
| KURZBESCHREIBUNG | polnischer Chemiker (Biochemie, Medizinische Chemie)                                          |
| GEBURTSDATUM     | 15. Dezember 1869                                                                             |
| GEBURTSORT       | Włocławek                                                                                     |
| STERBEDATUM      | 16. Januar 1946                                                                               |
| STERBEORT        | Krakau                                                                                        |